# Okręg wyborczy Hampstead
Okręg wyborczy Hampstead powstał w 1885 r. i wysyłał do brytyjskiej Izby Gmin jednego deputowanego. Okręg położony był w północnym Londynie. Został zlikwidowany w 1983 r.

## Deputowani do brytyjskiej Izby Gmin z okręgu Hampstead
- 1885–1888: Henry Holland, Partia Konserwatywna
- 1888–1902: Edward Hoare
- 1902–1905: Thomas Milvain
- 1905–1918: John Samuel Fletcher
- 1918–1941: George Balfour
- 1941–1950: Charles Challen
- 1950–1966: Henry Brooke, Partia Konserwatywna
- 1966–1970: Benjamin Whitaker, Partia Pracy
- 1970–1983: Geoffrey Finsberg, Partia Konserwatywna